# Navárniz
Navárniz (em castelhano) ou Nabarniz (em basco) é um município da Espanha na província da Biscaia, comunidade autónoma do País Basco, com 11,75 km² de área. Em 2021 tinha 267 habitantes (densidade: 22,7 hab./km²).

## Demografia
| Variação demográfica do município entre 1991 e 2004 | Variação demográfica do município entre 1991 e 2004 | Variação demográfica do município entre 1991 e 2004 | Variação demográfica do município entre 1991 e 2004 |
| --------------------------------------------------- | --------------------------------------------------- | --------------------------------------------------- | --------------------------------------------------- |
| 1991                                                | 1996                                                | 2001                                                | 2004                                                |
| 251                                                 | 244                                                 | 221                                                 | 231                                                 |